# Aldeanueva de la Sierra
Aldeanueva de la Sierra è un comune spagnolo di 121 abitanti situato nella comunità autonoma di Castiglia e León.